# بيت الملوي
بيت الملوي، الجزء الذي تجتمع فيه «الملاوي» المسماة بالمفاتيح في الآلات الموسيقية، ومفردها «ملوي» وهي ما تربط فيها الأوتار وتلوي بالشد فتوتر. بيت الملوي يكون جزءا ظاهرا في الآلات الوترية الخفيفة، كالعود والطنبور والكمان، وأهل الصناعة يسمون هذا الجزء من الآلة «البنجاك» أو «البنجق».

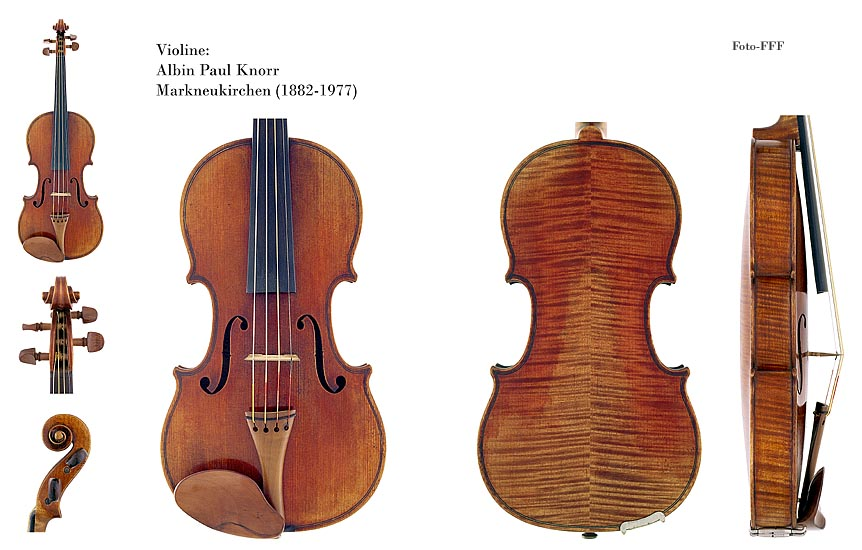
الكمان ،ويرى على اليسار بيت الملوي ، للف وضبط الأوتار.

## اقرأ أيضا
- عود